# Wereldbeker schaatsen 2022/2023 - Wereldbeker 3
De Wereldbeker schaatsen 2022/2023 Wereldbeker 3 was de derde wedstrijd van het wereldbekerseizoen die van 9 tot en met 11 december 2022 plaatsvond op de Olympic Oval in Calgary, Canada. Het was de eerste van twee wedstrijden op de Olympische baan van 1988. Sigurd Henriksen verbeterde zijn juniorenwereldrecord op de 5000 meter.

## Tijdschema
| Datum                | Tijd (MST) | Tijd (CET) | Onderdeel                                                                                  |
| -------------------- | ---------- | ---------- | ------------------------------------------------------------------------------------------ |
| Vrijdag 9 december   | 12:30      | 20:30      | 1500 m mannen 500 m vrouwen 3000 m vrouwen ploegenachtervolging mannen                     |
| Zaterdag 10 december | 12:30      | 20:30      | 1500 m vrouwen 500 m mannen 5000 m mannen ploegenachtervolging vrouwen                     |
| Zondag 11 december   | 12:30      | 20:30      | halve finales massastart 1000 m vrouwen 1000 m mannen massastart vrouwen massastart mannen |

## Podia

### Mannen
| Wedstrijd            | Goud                                                     | Tijd              | Zilver                                                    | Tijd              | Brons                                                        | Tijd              |
| 500 m                | Laurent Dubreuil Canada                                  | 34,01             | Tatsuya Shinhama Japan                                    | 34,18             | Kim Jun-ho Zuid-Korea                                        | 34,19             |
| 1000 m               | Hein Otterspeer Nederland                                | 1.07,28           | Laurent Dubreuil Canada                                   | 1.07,30           | Antoine Gélinas-Beaulieu Canada                              | 1.07,32           |
| 1500 m               | Wesly Dijs Nederland                                     | 1.42,93           | Ning Zhongyan China                                       | 1.42,95           | Kjeld Nuis Nederland                                         | 1.43,02           |
| 5000 m               | Patrick Roest Nederland                                  | 6.05,60           | Beau Snellink Nederland                                   | 6.09,58           | Davide Ghiotto Italië                                        | 6.10,66           |
| Massastart           | Andrea Giovannini Italië                                 | 61 punten 7.53,04 | Peter Michael Nieuw-Zeeland                               | 46 punten 7.55,62 | Vitaliy Chshigolev Kazachstan                                | 21 punten 7.55,85 |
| Ploegenachtervolging | Verenigde Staten Ethan Cepuran Casey Dawson Emery Lehman | 3.35,92           | Canada Antoine Gélinas-Beaulieu Connor Howe Hayden Mayeur | 3.36,48           | Noorwegen Sander Eitrem Allan Dahl Johansson Peder Kongshaug | 3.39,88           |

### Vrouwen
| Wedstrijd            | Goud                                                     | Tijd              | Zilver                                          | Tijd              | Brons                                                        | Tijd              |
| 500 m                | Kim Min-sun Zuid-Korea                                   | 36,97             | Vanessa Herzog Oostenrijk                       | 37,26             | Jutta Leerdam Nederland                                      | 37,35             |
| 1000 m               | Jutta Leerdam Nederland                                  | 1.12,82           | Kimi Goetz Verenigde Staten                     | 1.13,53           | Vanessa Herzog Oostenrijk                                    | 1.13,56           |
| 1500 m               | Miho Takagi Japan                                        | 1.52,54           | Nadezhda Morozova Kazachstan                    | 1.52,82           | Antoinette Rijpma-de Jong Nederland                          | 1.52,93           |
| 3000 m               | Ragne Wiklund Noorwegen                                  | 3.56,93           | Marijke Groenewoud Nederland                    | 3.58,89           | Antoinette Rijpma-de Jong Nederland                          | 3.59,31           |
| Massastart           | Irene Schouten Nederland                                 | 61 punten 8.33,70 | Mia Kilburg Verenigde Staten                    | 40 punten 8.33,79 | Marijke Groenewoud Nederland                                 | 21 punten 8.33,82 |
| Ploegenachtervolging | Canada Ivanie Blondin Valérie Maltais Isabelle Weidemann | 2.54,49           | Japan Momoka Horikawa Sumire Kikuchi Ayano Sato | 2.57,67           | Verenigde Staten Giorgia Birkeland Brittany Bowe Mia Kilburg | 2.57,95           |